# Michail Dmitrievič Skobelev
Michail Dmitrievič Skobelev (in russo Михаил Дмитриевич Скобелев?; San Pietroburgo, 29 settembre 1843 – Mosca, 7 luglio 1882) è stato un generale russo famoso per la conquista dell'Asia centrale e le sue azioni eroiche durante la Guerra russo-turca (1877-1878); fu soprannominato dai suoi soldati - che lo adoravano - il «generale bianco», poiché andava in battaglia cavalcando un cavallo bianco e indossando una divisa bianca, mentre gli ottomani lo soprannominarono il «Pascià bianco». Nel corso della campagna di Khiva nel 1874, i suoi avversari turkmeni lo soprannominarono «Goz zanli» ossia «Occhi sanguinosi». Il maresciallo di campo britannico Bernard Montgomery scrisse che Skobelev fu il "più abile comandante" del mondo tra il 1870 e il 1914 e disse che era un leader "sapiente e stimolante".

## Biografia

### Formazione e inizio della carriera militare

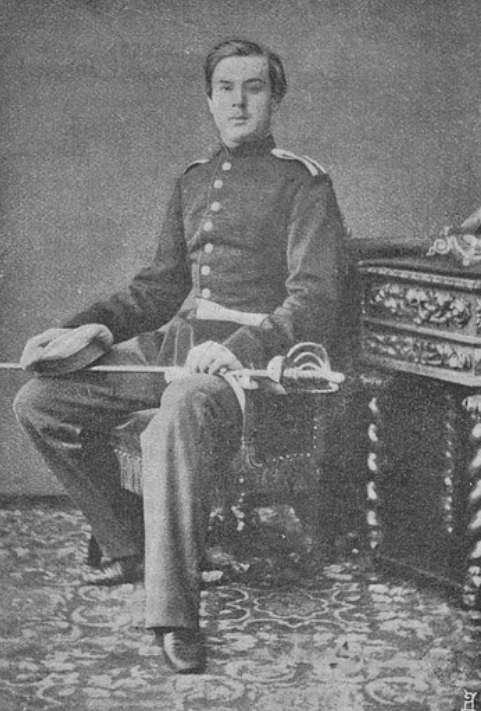
Skobelev junker, nel 1862.

Michail Dmitrievič era figlio del generale Dmitrij Ivanovič Skobelev e di Ol'ga Nikolaevna, fu educato da un precettore tedesco; fu poi mandato in collegio a Parigi, alla pensione Girardet. Quando il giovane Skobelev tornò in Russia, lo seguì Girardet, che si prese cura della sua educazione. Tra il 1858 e il 1860, si preparò per entrare nell'Università di San Pietroburgo, prendendo lezioni dall'accademico Aleksandr Nikitenko; Skobelev passò gli esami, ma l'università fu chiusa a causa dei disordini studenteschi.
Dal 22 novembre 1861 Skobelev iniziò a servire nel reggimento di cavalleria della Guardia; nel 1862 fu nominato junker e nel 1863 cornette. Nel febbraio 1864, per ordine del generale Baranov, fu mandato a servire a Varsavia, ma dopo poco chiese di essere trasferito al reggimento degli ussari della Guardia imperiale di Grodno, per combattere così l'insurrezione polacca (1863-1865). Trascorse parte del suo permesso per osservare la guerra prussiano-danese (1864). In agosto Skobelev fu promosso al grado di tenente. Nell'autunno del 1866, entrò nella Scuola di Stato Maggiore intitolata allo zar Nicola I (1825-1855) (in russo Императорская Николаевская военная академия, Imperatorskaja Nikolaevskaja Voennaja Akademija), riservata agli ufficiali per completare la loro formazione; dopo la laurea nel 1868, si classificò tredicesimo sui ventisei agenti selezionati per accedere allo Stato Maggiore generale.

### Prime azioni in Asia centrale

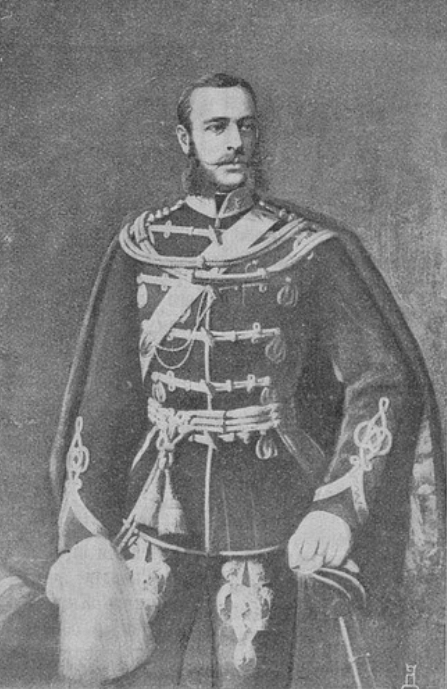
Skobelev in divisa da ufficiale.

Nel novembre 1868 Skobelev fu inviato in Turkestan, in un primo momento si insediò a Tashkent, dove poteva vedere come combattevano le popolazioni locali e raccogliere informazioni. Trascorse l'inverno 1873-1874 in congedo nel sud della Francia e nella costa basca, dove si interessò e sostenne appassionatamente la causa carlista. Il 22 febbraio fu promosso colonnello. A settembre fu nominato governatore di Perm'.
Nel 1874 Skobelev comandò una colonna dell'avanguardia del colonnello Lomakine, con cui si diresse verso il Mar Caspio, dove si incrociò con le truppe del generale Verevkin in marcia verso Orenburg; fu molto dura la marcia nel lungo deserto (marzo), i russi giunsero ad assediare Khiva, capitale del Khanato di Khiva. Skobelev si mise in mostra grazie al suo coraggio: coi suoi uomini, travestiti da turcomanni, andò in ricognizione sulla strada da Khiva a Igdy e lungo il vecchio letto dell'Oxus.
Nell'aprile 1875 Skobelev tornò a Tashkent dove fu nominato Addetto militare per l'ambasciata che doveva costituirsi a Kashi, dove avrebbe avuto il compito di capire quali fossero le potenzialità militari della regione, che era popolata da uiguri. Prese parte alla spedizione contro il khanato di Kokand sotto il comando del generale Konstantin Petrovič von Kaufmann, dove si distinse particolarmente durante la presa della fortezza di Makhram (agosto) dove sgominò il nemico che era in maggioranza numerica e catturò 58 cannoni, e durante un attacco notturno ad Andijan (oggi in Uzbekistan), quando ancora in netta minoranza numerica, vinse con un pugno di cavalieri. 

Il 19 febbraio 1876 il khanato di Kokand fu incorporato all'Impero russo e divenne l'oblast di Ferghana, di cui il 2 marzo Skobelev fu nominato governatore militare e promosso al grado di maggiore generale, fu decorato con l'ordine di San Vladimiro di III classe e dell'Ordine di San Giorgio di III classe con spade e brillanti.
Skobelev in veste di governatore, riuscì a guadagnarsi la fiducia delle tribù locali più bellicose, gli Sartes e i Kipčaki, che gli promisero di non ribellarsi. Costruì fortificazioni difensive contro le incursioni dei Kirghisi.

### La guerra russo-turca

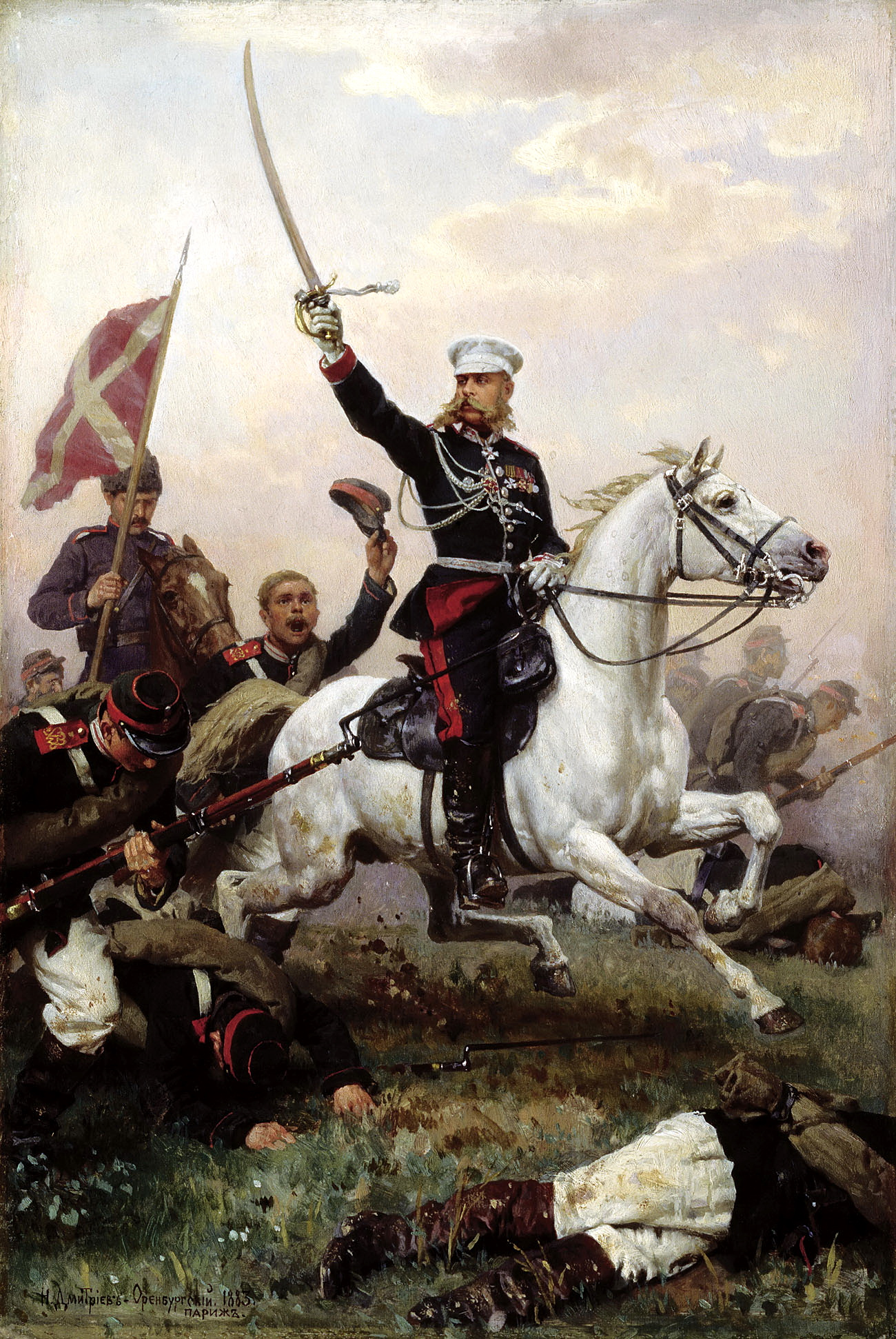
Skobelev durante un attacco nella Guerra russo-turca (1877-1878), in un dipinto di Nikolaj Dmitriev-Orenburgskij (1883).

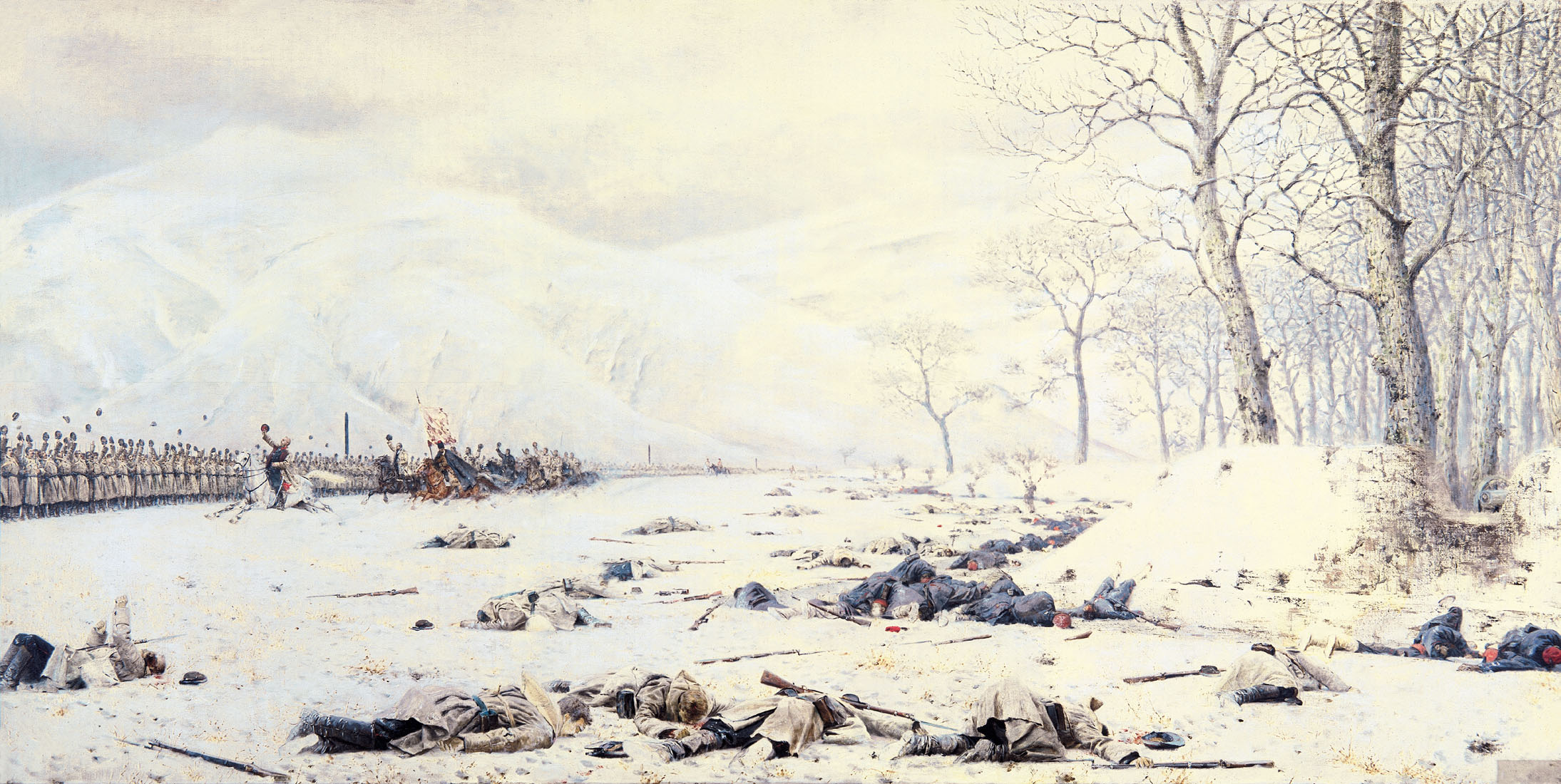
Skobelev nella battaglia di Šipka (1877), in un dipinto di Vasilij Vereščagin (1883).

Negli ultimi anni la questione d'Oriente si era fatta scottante, soprattutto a causa della rivolta d'aprile (1876) dei bulgari contro gli Ottomani. Nel 1877 scoppiò la guerra russo-turca (1877-1878), a cui Skobelev prese parte, inizialmente impiegato in operazioni minori, al comandato della brigata di cosacchi caucasici, che anche suo padre aveva comandato. In aprile sequestrò il ponte sul Siret a Barboși (oggi un quartiere di Galați, dove il Siret sfocia nel Danubio). Tra il 14 e il 15 giugno attraversò il Danubio con l'8º corpo, insieme al generale Michail Dragomirov e attaccò i turchi sul loro fianco sulle colline verdi durante la seconda battaglia di Pleven: la fanteria di Skobelev assaltò il fortino di Grivitsa a nord. Schakofsky riuscì a prendere due avamposti, ma sul finire della giornata le forze ottomane riuscirono a respingere tutti gli attacchi russi e ad riconquistare le postazioni perdute; i russi avevano perso 7 300 uomini, gli ottomani 2.000.
Prese la città di Bela, e dopo la battaglia di Šipka attaccò Loveč in direzione di Pleven, che prese il 3 settembre. Si distinse nuovamente nella terza battaglia di Pleven: Skobelev prese due avamposti meridionali; la 4ª divisione romena guidata dal generale Giorgio Manu preso il fortino di Grivitsa dopo quattro sanguinosi assalti, personalmente assistiti dal principe Carlo I (1866-1914). Il giorno dopo i turchi ripresero i fortini del sud, ma non riuscirono a cacciare i romeni che respinsero tre contrattacchi. All'inizio di settembre le perdite russe ammontavano a 20 000 uomini circa, mentre gli ottomani avevano perso 5.000 soldati.
Skobelev fu promosso al grado di Tenente generale e gli fu affidato il comando della 16ª divisione, con cui prese parte all'assedio finale di Pleven che cadde il 9 dicembre, con la resa di Osman Nuri Pascià; il merito fu di Skobelev che prese Loveč - nonostante l'opposizione del generale Ėduard Ivanovič Totleben - distinguendosi nuovamente per il suo coraggio. Nel gennaio 1878 sotto il comando del generale Radetsky, Skobelev attraversò la penisola balcanica durante una tempesta di neve; sconfisse pesantemente le truppe di Veisel Pascià, a Šejnovo, nei pressi di Šipka, catturò 36.000 uomini e 90 cannoni turchi. Allora i russi puntarono su Costantinopoli e sconfissero i turchi ad Adrianopoli, ciò portò alla fine della guerra. Skobelev passò un po' di tempo nella neonata Bulgaria.

### Ultimi anni

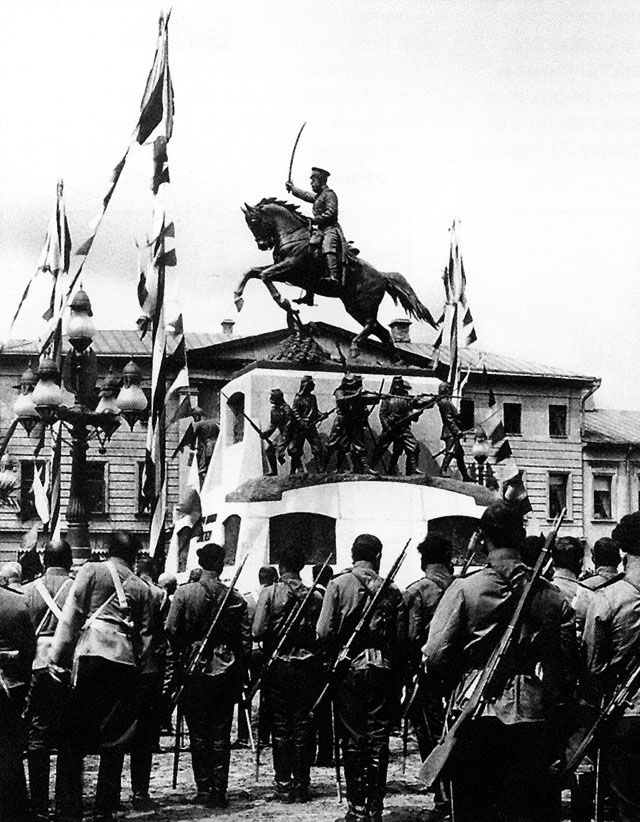
Inaugurazione del monumento dedicato a Skobelev a Mosca nel 1912 (fu distrutto nel 1918).

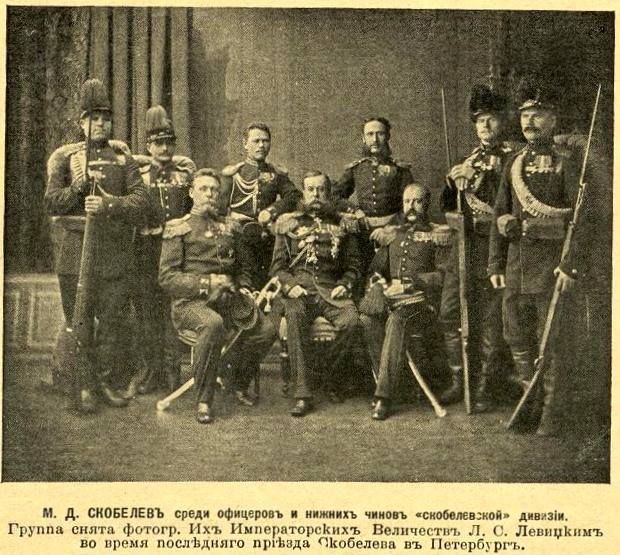
La divisione di Skobelev.

Grazie alle vittorie ottenute nei Balcani, Skobelev divenne estremamente popolare e conosciuto in tutta Europa. Nel 1880-1881 Skobelev partecipò a una spedizione per l'oasi di Ahal Tekin (Al-Teke), nell'attuale Turkmenistan, con 11.000 uomini, 16.000 cammelli e 3.000 cavalli. Nel gennaio 1881 la fortezza di Geok Tepe fu strappata ai turcomanni, circa 8.000 soldati e civili turkmeni - tra cui donne e bambini - furono uccisi durante l'assedio, morirono inoltre 6.500 civili all'interno della fortezza. I russi uccisero tutti i maschi turkmeni della fortezza, che non erano fuggiti, ma risparmiando circa 5.000 donne e bambini e liberarono 600 schiavi persiani. La presa di Geok Tepe e il successivo massacro ruppe la resistenza turkmena e decise il destino della Transcaspia e ridusse il paese di Akhal-Tekke in sottomissione, che fu annesso all'impero, con la regione di Merv. Skobelev fu rimosso dal suo incarico a causa del massacro, mentre stava avanzando su Aşgabat e Kalat i-Nadiri. Fu inviato a Minsk per riorganizzare l'esercito, il motivo ufficiale del suo trasferimento era per placare l'opinione pubblica europea, che fu indignata dalla strage di Geok Tepe. Secondo alcuni Skobelev era affetto da manie di grandezza e mostrava segni di ambizione politica.
Dopo la guerra russo-turca Skobelev iniziò ad interessarsi di politica, si avvicinò ai circoli slavofili, appoggiando le idee di nazionalismo russo e di panslavismo; viene considerato uno dei primi promotori del concetto di "Russia ai russi". Si trovò affrontare l'ostilità di parte dello stato maggiore russo, perché aveva messo in guardia i suoi pari contro il nuovo impero tedesco, il cui esercito era potente e ben organizzato; era preoccupato per la comparsa nella letteratura e nei giornali dell'epoca, della chiamata da parte di alcuni scrittori germanofili, di distruggere la Russia come potenza, togliendogli il granducato di Finlandia, la Piccola Russia, l'Armenia, ecc. All'inizio del 1882 fece discorsi a Parigi e Mosca, dicendo che egli prevedeva una lotta disperata tra slavi e tedeschi, fu per questo subito richiamato a San Pietroburgo.
Quando poteva usufruire di un permesso, Skobelev si andava a riposare nei suoi domini a Rjazan', dove aveva buoni rapporti con i contadini; ma la sua salute si incrinò a causa della sua infelice vita privata: l'assassinio di sua madre che gli creò un immenso dolore, l'assassinio dello zar Alessandro II (1855-1881), che si fidava del generale, ed il suo disaccordo con la moglie, la principessa Gagarin, che portò alla separazione.

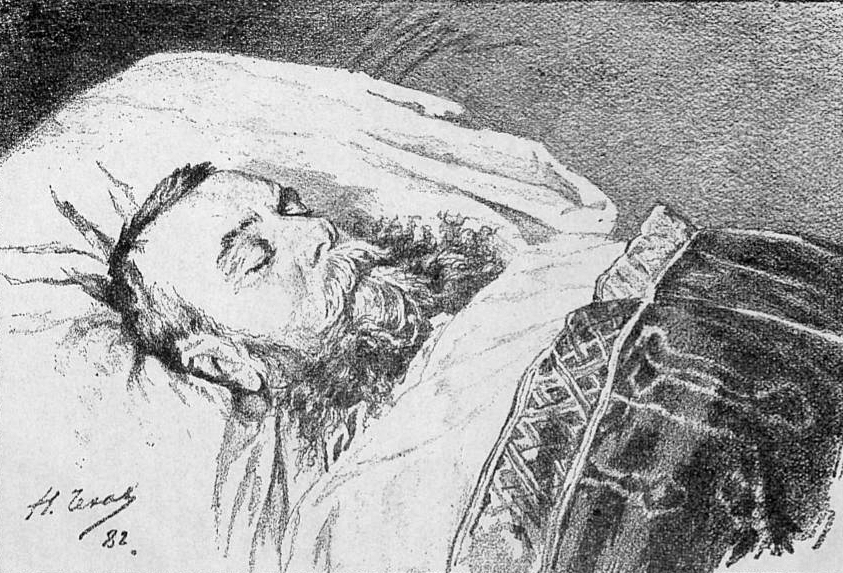
Skobelev sul letto di morte, ritratto da Nikolaj Čechov.

Il 4 luglio 1882 Skobelev ottenne un permesso di un mese, lasciò Minsk per andare a Mosca. Fu accompagnato da alcuni ufficiali, tra cui il barone von Rosen. Andò dal famoso giornalista Ivan Sergeevič Aksakov, chiedendogli di conservare suoi documenti, perché temeva che gli potessero essere rubati. Il 7 luglio, dopo una cena data in suo onore dal barone von Rosen, tornò all'albergo dove alloggiava (Anglia) che era di sua proprietà, e si trovava all'angolo della via Stolečnikov e della via Petrovka. Qui Skobelev morì a causa di un attacco di cuore all'età di trentotto anni. Ma Frank Harris nelle sue memorie scrive che un ufficiale russo gli riferì che Skobelev in realtà passò la serata in un bordello con una donna di facili costumi austro-ungarica, Charlotte Altenrosa, che alloggiava in una suite nota ai frequentatori di circoli e alle persone di mondo. Il suo corpo sarebbe dunque stato spostato nel suo albergo per così evitare lo scandalo. Comunque la sua morte suscitò molti sospetti, anche perché Skobelev era relativamente giovane e un uomo vigoroso: alcuni dissero che si era suicidato, altri affermarono che era stato ucciso; i giornali europei si interessarono alla faccenda, in Francia i giornalisti videro sulla morte di Skobelev la mano di Otto von Bismarck. Fu sepolto nei suoi domini di Spassko-Zaborovskij, vicino a Rjazan'. La morte prematura di Skobelev privò la Russia di un grande generale, lo zar Alessandro III (1881-1894) scrisse: "La sua perdita per l'esercito russo è una delle più difficili da rimpiazzare, e deve essere profondamente deplorato da tutti i veri soldati. È triste, molto triste, perdere uomini così utili e così dediti alla loro missione." Il che fu particolarmente evidente durante la guerra russo-giapponese (1904-1905), in cui i generali russi erano della stessa generazione di Skobelev, ma nessuno aveva il suo genio militare o il suo carisma.

## La memoria di Skobelev
Dopo la morte di Skobelev, nel 1912 a Mosca fu eretto un monumento in suo onore in un grande piazza sulla via Tverskaja (di fronte al municipio, dove oggi sorge la statua di Jurij Dolgorukij, il fondatore di Mosca), a cui fu data il suo nome, la statua andò distrutta dopo la rivoluzione d'ottobre nel 1918. La città di Fergana in Uzbekistan è stata ribattezzata Skobelev.
Oggi, il suo nome vive ancora, anche al di là della Federazione Russa: poco dopo la fine della guerra russo-turca, i bulgari costruirono parco Skobelev a Pleven, su una delle colline dove ebbero luogo le grandi battaglie per la conquista della città. Il parco è anche luogo del memoriale, il Panorama dell'Epopea di Pleven 1877, dove in una delle scene del gigantesco dipinto panoramico a 360 gradi, c'è il Generale bianco che cavalca con la spada sguainata, che conduce l'attacco russo contro le posizioni turche. Poco dopo l'ingresso nel parco, il busto del generale veglia sulla città; il parco contiene altri monumenti con i nomi dei soldati russi e romeni che persero la vita per la presa di Pleven, ed è decorato con armi fuori uso donate dalla Russia: cannoni, palle di cannone, cannoni gatling, fucili e baionette.
L'opera comica parodistica "Abdallah Bulbul Ameer", scritta nel 1877 dal musicista irlandese Percy French, e in seguito intonata da varie generazioni di soldati, racconta del corri-corri generale per vedere una rissa tra un russo e l'eroe turco: "Anche Sko'belev accorse - sulla carrozza dell'Imperatore! Ma tutto quello che riuscirono a fare fu gridare 'Daz v'dan-yu,' per Ivan Potschjinski Skiv'dar."

## Onorificenze

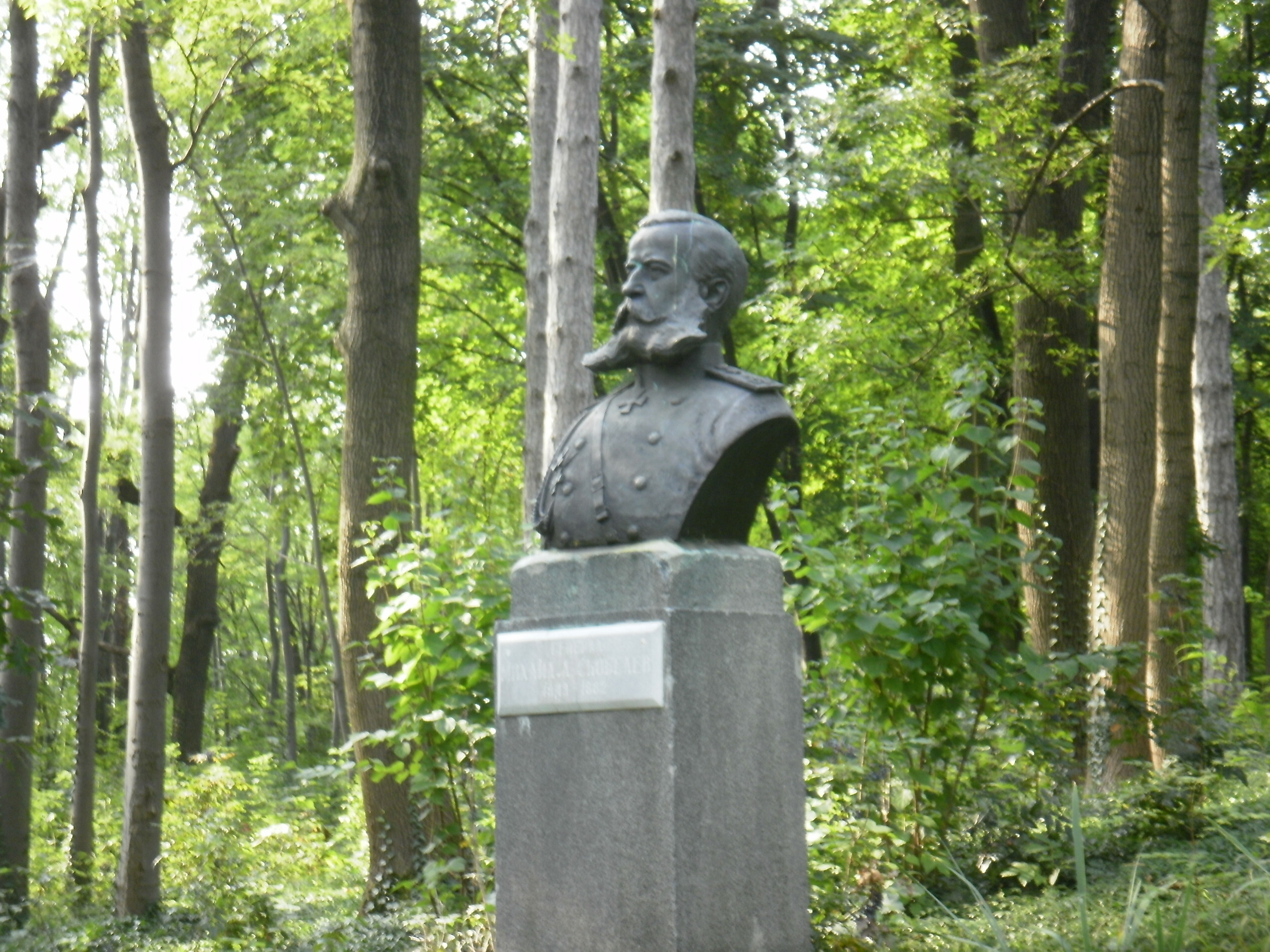
Busto di Skobelev, nel parco Skobelev a Pleven in Bulgaria.